# Clínica RedSalud Santiago
La Clínica RedSalud Santiago es un hospital y centro de salud integral y de alta complejidad privado emplazado en la comuna de Estación Central, en Santiago de Chile. Es parte de la Red Salud de la Cámara Chilena de la Construcción.
En 2014 fue acreditada por la Superintendencia de Salud de Chile, tras la revisión y evaluación de sus procesos, reglas y protocolos.
La Clínica Bicentenario fue inaugurada en 2011 y su nombre se debe a la celebración del Bicentenario de Chile durante el año anterior.

## Infraestructura
El edificio es obra de la compañía Mobil Arquitectos, fue construido en el año 2011 y tiene una superficie de más de 100 000 metros cuadrados.
La Clínica Bicentenario cuenta con unidades de pacientes críticos adultos, niños y recién nacidos, pabellones quirúrgicos, gineco-obstétricos y sala de parto.
Clínica Bicentenario también tiene Servicio de Urgencia de adultos y niños, Servicio Cardiovascular, y unidades de apoyo como Imagenología, Procedimientos Endoscópicos, Toma de Muestras y Medicina Física y Rehabilitación.
Actualmente, la Clínica Bicentenario mantiene un convenio docente asistencial con las Facultades de Medicina, Salud y Odontología de la Universidad Diego Portales.